# Новогригорівка (Бериславський район)
Новогриго́рівка — село в Україні, у Милівській сільській громаді Бериславського району Херсонської області. Населення становить 122 осіб.

## Населення

### Мовний склад
Рідна мова населення за даними перепису 2001 року:
| Мова       | Чисельність, осіб | Доля     |
| ---------- | ----------------- | -------- |
| Українська | 116               | 95,08 %  |
| Російська  | 6                 | 4,92 %   |
| Разом      | 122               | 100,00 % |

## Історія
Село засноване 1853 року.
12 червня 2020 року, відповідно до розпорядження Кабінету Міністрів України № 726-р «Про визначення адміністративних центрів та затвердження територій територіальних громад Херсонської області», Новокам'янська сільська рада об'єднана з Новоолександрівською сільською громадою.
19 липня 2020 року, в результаті адміністративно-територіальної реформи та ліквідації Великоолександрівського району, село увійшло до складу Бериславського району.

### Російське вторгнення в Україну (з 2022)
З початку широкомасштабного російського вторгнення в Україну село перебувало під тимчасовою російською окупацією.
5 жовтня 2022 року Збройні сили України визволили Новогригорівку з-під російської окупації під час контрнаступу в Херсонській області й над селом знову замайорів прапор України.